# Goodnight Tonight/Daytime Nightime Suffering
Goodnight Tonight/Daytime Nightime Suffering è un singolo dei Wings pubblicato il 23 marzo del 1979, con due canzoni composte dall'ex-Beatle Paul McCartney.
Le canzoni non apparvero tra i brani scelti per il progetto che la band stava affrontando, Back to the Egg; Goodnight tonight venne poi inclusa nella riedizione del 1993 di McCartney II.

## Storia
Goodnight Tonight nacque come traccia base registrata da McCartney nel 1978. Poiché la band aveva necessità di un singolo per poter accompagnare Back to the Egg, McCartney presentò la traccia in studio, dove, insieme alla band, creò la versione completa. Poiché la traccia era lunga più di sette minuti, nel singolo fu inserita una traccia accorciata, mentre la versione integrale era disponibile su un singolo da 12".
Il videoclip del brano mostra il gruppo che esegue la canzone in un'atmosfera anni trenta, e una delle foto eseguite durante il video divenne la copertina del singolo. Negli Stati Uniti, il singolo fu pubblicato dalla Columbia Records (primo legame con Paul McCartney), mentre nel Regno Unito venne commercializzato dalla Parlophone.

## Musica
Goodnight Tonight inizia con uno stacco in stile flamenco, suonato da Laurence Juber, per poi rimanere comunque su ritmi latineggianti e discomusic.

## Classifica
Goodnight Tonight/Daytime Nightime Suffering fu un successo internazionale, raggiungendo il 5º posto nella Billboard Hot 100 così come nella Official Singles Chart. John Lennon in seguito commentò che non gli importava della canzone Goodnight tonight, ma adorava la linea di basso elettrico usata dall'ex partner.

## Tracce
Singolo 7"
1. Goodnight Tonight - 4:21
2. Daytime Nighttime Suffering - 3:20

Singolo 12"
1. Goodnight Tonight (long version) - 7:18
2. Daytime Nighttime Suffering - 3:20